# 17 Crateris
17 Crateris, som är stjärnans Flamsteed-beteckning, är en vid dubbelstjärna belägen i den södra delen av stjärnbilden Vattenormen. Den har en kombinerad skenbar magnitud på 4,93 och är synlig för blotta ögat där ljusföroreningar ej förekommer. Baserat på parallaxmätning inom Hipparcosuppdraget på ca 36,0 mas, beräknas den befinna sig på ett avstånd på ca 90 ljusår (ca 28 parsek) från solen. Den rör sig bort från solen med en heliocentrisk radialhastighet på ca 6 km/s.

## Egenskaper
Primärstjärnan 17 Ceateris A är en gul till vit stjärna i huvudserien av spektralklass F8 V. Den har en massa som är ca 1,2 solmassor, en radie som är ca 2,3 solradier och utsänder från dess fotosfär ca 3 gånger mera energi än solen vid en effektiv temperatur av ca 6 200 K.
Dubbelstjärnan upptäcktes av William Herschel 1783, då den visade en vinkelseparation av 9,8 bågsekunder. År 2015 hade den en separation av 9,60 bågsekunder vid en positionsvinkel på 210°. Detta motsvarar en projicerad separation av 241,3 AE, vilket är tillräcklig bredd för att deras banor kan ses som linjära. Följeslagaren 17 Crateris B är i alla avseenden mycket lik primärstjärnan.